# Westford (Vermont)
Westford – miasto w Stanach Zjednoczonych, w stanie Vermont, w hrabstwie Chittenden.